# Квинт Теренций Кулеон (претор 187 пр.н.е.)
Квинт Теренций Кулеон (на латински: Quintus Terentius Culleo) е политик на Римската република.
Произлиза от плебейската фамилия Теренции, клон Кулеон. Вероятно е баща на Квинт Теренций Кулеон (трибун 189 пр.н.е.).
Към края на Втората пуническа война Кулеон е посланик през 201 пр.н.е. През 195 пр.н.е. той е посланик в изпратената от Сената тричленна делегация с Марк Клавдий Марцел и като водач Гней Сервилий Цепион до Картаген, за да даде на съд Ханибал, заради плановете му да нападне Рим със селевкидския крал Антиох III. Цепион имал също задачата тайно да отстрани Ханибал, който се усъмнил и избягал от страната, преди да го убият.
Кулеон става претор през 187 пр.н.е. През 184 пр.н.е. той кандидатства за консул, но не е избран. През 181 пр.н.е. е посланик при Масиниса и Картаген.